# Château de Rochefort-sur-Brévon
Le château de Rochefort-sur-Brévon est situé à Rochefort-sur-Brévon, où se trouvent deux châteaux proches séparés par un coude par le Brévon, dans le département français de la Côte-d'Or.

## Localisation
Le château est situé à l'ouest du village, séparé de celui-ci par une boucle du Brévon, son accès s'effectue par une voie depuis la RD 16, à droite de la sortie ouest de Rochefort.

## Historique
Le château primitif, attesté dès 1235, se situait à l'est du château actuel sur un éperon rocheux dominant l'église et l'étang. Détruit par un incendie en 1730, il est remplacé vers 1820 par une maison de deux étages, puis en 1888, le comte de Broissia charge l'architecte parisien Sanson d'édifier une demeure sur une arête rocheuse voisine. Celle-ci est complétée en 1896 par des écuries, un jardin en terrasse, une orangerie et un parc.
Elle est inscrite monument historique par arrêté de 1982 pour sa façade, ses toitures et les intérieurs déjà cités.

## Architecture
Le château est de style néo-Renaissance.

## Mobilier
- Le grand escalier intérieur avec le vestibule sont inscrits[2].
- Les cheminées du petit et du grand salon et la salle à manger sont également inscrits[2].

Ce château est une propriété privée qui ne se visite pas.

## Annexe